# Dindira
Dindira è una circoscrizione rurale (rural ward) della Tanzania situata nel distretto di Korogwe, regione di Tanga. Conta una popolazione di 12 086 abitanti (censimento 2012).